# 8086 Peterthomas
8086 Peterthomas (1989 RB6) là một tiểu hành tinh nằm phía ngoài của vành đai chính được phát hiện ngày 1 tháng 9 năm 1989 bởi E. Bowell ở Palomar.